# Palermo Football Club nelle competizioni internazionali
Questa pagina raccoglie tutte le partite disputate dal Palermo Football Club (in tutte le sue varie denominazioni) nelle competizioni internazionali.
Statistiche aggiornate al 4 agosto 2011.

## Partecipazioni alle competizioni internazionali
| Competizione                    | Partecipazioni | Debutto   | Ultima stagione |
| Coppa UEFA / UEFA Europa League | 5              | 2005-2006 | 2011-2012       |
| Coppa Mitropa                   | 2              | 1960      | 1968-1969       |
| Coppa delle Alpi                | 1              | 1960      | 1960            |

Nella classifica perpetua della UEFA Europa League, alla stagione 2020-2021, il Palermo occupa il 228º posto, risultando 11ª tra le squadre italiane. Nel 2007 ha anche occupato il 51º posto nel ranking UEFA. Secondo la classifica stilata mensilmente dall'IFFHS, invece, il più alto posizionamento mai conquistato è stato il 19º posto, raggiunto sia a febbraio sia a giugno del 2006; in base a un'altra classifica dello stesso ente, la società rosanero è al 121º posto delle migliori squadre al mondo considerando il periodo che va dal 1º gennaio 1991 al 31 dicembre 2009.

## Storia

### Coppa delle Alpi e Coppa Mitropa
La storia del Palermo nelle competizioni internazionali ha inizio nella stagione 1959-1960, allorquando, a fine stagione, nel mese di giugno la squadra partecipa per la prima ed ultima volta nella storia alla Coppa delle Alpi, affrontando lo Zurigo: all'andata in terra elvetica i rosanero si impongono per 2-0, mentre nel ritorno alla Favorita le due squadre pareggiano 2-2. Nel mese di luglio, invece, la squadra partecipa per la prima volta nella sua storia alla Coppa Mitropa, venendo sconfitta per un totale di 4-1 dagli ungheresi del Diósgyőri VTK: l'andata in casa si concluse con una sconfitta per 1-2, mentre il ritorno si concluse con una vittoria per 2-0.
Passerà circa una decade affinché la squadra possa tornare a disputare partite internazionali. Nella stagione 1968-1969, nel mese di dicembre, la squadra partecipa per la seconda ed ultima volta nella sua storia alla Coppa Mitropa, venendo sconfitta per un totale di 3-1 dai cecoslovacchi dell'Internacionál Slovnaft Bratislava: l'andata in trasferta si concluse con una sconfitta per 3-0, mentre nella gara di ritorno il Palermo vinse per 1-0, ma questo risultato non bastò per qualificarsi. La successiva esperienza europea verrà vissuta dal Palermo 37 anni dopo, nel 2005.

### Coppa UEFA/Europa League
Sarà infatti sotto la gestione di Maurizio Zamparini che il Palermo si stabilizza in massima serie centrando più volte la qualificazione per la Coppa UEFA ed Europa League dopo, sfiorando in tre occasioni la qualificazione alla Champions League con tre quinti posti.
2005-2006
La prima avventura del Palermo in Coppa UEFA comincia al primo turno contro la squadra dell'Anorthōsis: il doppio confronto avviene il 15 ed il 29 settembre 2005 ed è una doppia vittoria per il Palermo, che in casa vince 2-1 e in trasferta 4-0. All'andata, giocata in casa, il primo storico gol nella competizione viene segnato dal capitano Eugenio Corini su punizione e raddoppierà poi Franco Brienza su rigore, mentre nel secondo tempo i ciprioti dell'Anorthosis dimezzeranno lo svantaggio; il ritorno in terra cipriota sarà una valanga rosanero, infatti andranno a segno Andrea Caracciolo, due volte Stephen Makinwa e Mario Alberto Santana.
I rosanero, allenati da Gigi Delneri, si qualificano quindi alla fase a gironi. La prima partita contro il Maccabi Petah Tikva verrà vinta in trasferta dal Palermo (1-2); seguirà poi un pareggio casalingo a reti inviolate contro i russi del Lokomotiv Mosca; quindi si vola a Barcellona dove l'Espanyol pareggia all'ultimo minuto di recupero (1-1); infine in casa contro i danesi del Brøndby IF il Palermo vince nuovamente (3-0).
In virtù di questi risultati, con 8 punti, la squadra si qualifica prima nel girone B ed accede ai Sedicesimi di Finale, dove incontra i cechi dello Slavia Praga: l'andata in trasferta il 15 febbraio si perde di misura (2-1) con gol di Giovanni Tedesco, mentre al ritorno il 22 febbraio vince il Palermo 1-0 con gol di Denis Godeas.
In virtù del gol segnato in trasferta è il Palermo ad accedere agli Ottavi di Finale, dove gli avversari sono i forti tedeschi dello Schalke 04. L'andata si gioca a Palermo il 6 marzo 2006: un gol di Brienza illude i rosanero che vincono 1-0. Il ritorno in Germania il 16 marzo è una disfatta: allo scadere del primo tempo, per fallo di mano in area, con il pallone che stava varcando la linea, Corini viene espulso e un rigore contro il Palermo, poi realizzato, viene fischiato: la partita terminerà 3-0 per lo Schalke 04. Si conclude così la prima avventura europea del Palermo.
2006-2007
La seconda stagione consecutiva in Coppa UEFA inizia con un primo turno di lusso, il 14 settembre, a Londra contro il West Ham United, dove il Palermo riesce a vincere con un gol di Andrea Caracciolo, ipotecando la qualificazione. Nel ritorno in casa, il 28 settembre, il Palermo vince 3-0 con doppietta di Fábio Simplício e gol di David Di Michele.
Si passa alla fase a gironi, dove i primi avversari del Palermo sono i tedeschi dell'Eintracht Francoforte, in trasferta il 19 ottobre: Franco Brienza e Cristian Zaccardo saranno i marcatori per il 2-1 finale per il Palermo.
Sembra il preludio per una nuova lunga avventura europea, ma negli incontri successivi il sogno svanirà con la vittoria per 1-0 del Newcastle United a Palermo, la vittoria per 3-0 del Fenerbahçe in Turchia e il pareggio 1 a 1 in casa, in rimonta, contro il Celta Vigo. Il Palermo con 4 punti arriva quarto nel girone H e non si qualifica per la fase successiva.
2007-2008
Nel terzo anno consecutivo in Europa, il Palermo al primo turno affronta il Mladá Boleslav. Vince l'andata in trasferta per 1-0 grazie ad un gol di Boško Janković negli ultimi minuti, ma si fa incredibilmente eliminare nella gara interna di ritorno ai calci di rigore (errori rosanero di Edinson Cavani e Fabio Caserta, contro un solo errore degli avversari cechi), dopo aver perso 1-0 subendo il gol in fuorigioco negli ultimi secondi del recupero e viene eliminato.
2010-2011
Il Palermo, in virtù di un campionato concluso con il quinto posto, si qualifica al turno di play-off della seconda edizione dell'Europa League, a tre anni di distanza dall'ultima apparizione ad una competizione europea.
I play-off di Europa League vedono di fronte al Palermo gli sloveni del Maribor, che nella gara di andata giocata il 19 agosto 2010 allo Stadio Renzo Barbera vengono battuti per 3-0 con reti di Massimo Maccarone (su calcio di rigore), Abel Hernández e Javier Pastore. Nella partita di ritorno il Palermo perde 3-2 ma si qualifica alla fase a gironi dell'Europa League; protagonista dell'incontro è stato Hernández, autore di una doppietta, la sua prima in ambito internazionale: la prima rete la segna con un colpo di tacco, mentre la seconda con un sinistro al volo dopo una triangolazione con Pajtim Kasami.
Per la successiva fase a gironi il Palermo viene inserito nel gruppo F insieme alla testa di serie CSKA Mosca, squadra russa che vinse l'l'edizione 2004-2005 dell'allora Coppa UEFA, lo Sparta Praga (compagine ceca) e gli svizzeri del Losanna, militanti in seconda serie e qualificatisi (dopo tre turni preliminari) a questa edizione grazie all'arrivo nella stagione precedente alla finale della Coppa Svizzera. Il girone è stato vinto dal CSKA Mosca con cinque vittorie ed un pareggio, mentre il Losanna ha ottenuto un solo punto; per il secondo posto Palermo e Sparta Praga sono rimasti in corsa fino a quando non si sono scontrati alla quinta giornata: Palermo doveva necessariamente vincere per poi sperare nella qualificazione all'ultima giornata, ma la partita allo stadio Barbera di Palermo finisce in pareggio (2-2) e la squadra viene eliminata con una giornata d'anticipo facendo in questo modo qualificare i rivali. In precedenza, alla prima giornata il Palermo aveva perso in trasferta di misura in Repubblica Ceca (3-2) contro lo Sparta Praga, poi il Palermo vinse in casa sempre di misura con il Losanna (1-0) mentre nella terza e quarta giornata perde entrambi i confronti con il CSKA Mosca (rispettivamente per 0-3 e 3-1). L'ultima giornata, disputata in Svizzera (vittoria per 0-1 per il Palermo contro il Losanna), ha visto la squadra rosanero schierare diverse riserve (cosa peraltro fatta in tutta la fase della competizione) e anche qualche giovane della Primavera; su tutti, in questa competizione hanno avuto l'opportunità di mettersi in mostra il portiere di riserva Francesco Benussi, i difensori Matteo Darmian, Kamil Glik e Santiago García e i centrocampisti Nicola Rigoni, Pajtim Kasami e João Pedro, più i giovani Giuseppe Prestia, Francesco Ardizzone e Gabriele Zerbo. Il Palermo chiude il girone F con 7 punti al terzo posto in classifica. È stata la prima volta che il Palermo giocava un "girone all'italiana" in ambito europeo.
2011-2012
Il Palermo, in questa edizione, parte dal terzo turno preliminare, in quanto finalista perdente in Coppa Italia e fuori dal piazzamento europeo dopo l'ottavo posto del campionato precedente. Inserito come testa di serie per il sorteggio del terzo turno preliminare di Europa League, il 15 luglio il Palermo viene abbinato alla vincente del confronto fra gli albanesi del Vllaznia e gli svizzeri del Thun: sei giorni dopo sono gli svizzeri a qualificarsi.
L'andata allo Stadio Renzo Barbera si conclude 2-2, con il Palermo sotto per due volte: il gol del vantaggio di Benjamin Lüthi viene pareggiato da un sinistro da fuori area di Josip Iličič, mentre la rete di Marc Schneider tiene fino ai minuti di recupero, quando Fabrizio Miccoli, al suo primo gol in ambito internazionale con la maglia rosanero così come lo sloveno, segna su calcio di punizione il gol che fissa il risultato. Questa partita ha visto l'esordio in maglia rosanero di Andrea Mantovani ed Eran Zahavi.
La gara di ritorno termina 1-1 e così il Palermo non riesce a qualificarsi per il turno successivo, per la regola dei gol fuori casa: alla rete del vantaggio di Pablo Andrés González, all'esordio con il Palermo, risponde Darío Lezcano.

## Tabellini delle partite

### Coppa delle Alpi 1960
| Zurigo 19 giugno 1960, ore Andata                          | Zurigo    | 0 – 2 referto            | Palermo | Stadio Letzigrund |
| \| \| \| \| \| \| Marcatori \| 40’ Vernazza 55’ Greatti \| |           |                          |         |                   |
|                                                            |           |                          |         |                   |
|                                                            | Marcatori | 40’ Vernazza 55’ Greatti |         |                   |

| Palermo 26 giugno 1960, ore Ritorno                                          | Palermo   | 2 – 2 referto     | Zurigo | Stadio La Favorita |
| \| \| \| \| \| Greatti 1’ Sacchella 32’ \| Marcatori \| 70’ 84’ Brizzi II \| |           |                   |        |                    |
|                                                                              |           |                   |        |                    |
| Greatti 1’ Sacchella 32’                                                     | Marcatori | 70’ 84’ Brizzi II |        |                    |

### Coppa Mitropa 1960
| 3 luglio 1960, ore - Andata              | Palermo   | 1 – 2 referto | Diósgyőr |  |
| \| \| \| \| \| Sandri \| Marcatori \| \| |           |               |          |  |
|                                          |           |               |          |  |
| Sandri                                   | Marcatori |               |          |  |

| 4 luglio 1960, ore - Ritorno                      | Diósgyőr  | 0 – 2 referto   | Palermo |  |
| \| \| \| \| \| \| Marcatori \| Baldi Sacchella \| |           |                 |         |  |
|                                                   |           |                 |         |  |
|                                                   | Marcatori | Baldi Sacchella |         |  |

### Coppa Mitropa 1968-1969
| dicembre 1968, ore Ottavi di finale - Andata | Internacionál Slovnaft Bratislava | 3 – 0 referto | Palermo |  |

| dicembre 1968, ore Ottavi di finale - Ritorno    | Palermo   | 1 – 0 referto | Internacionál Slovnaft Bratislava |  |
| \| \| \| \| \| Pellizzaro 59’ \| Marcatori \| \| |           |               |                                   |  |
|                                                  |           |               |                                   |  |
| Pellizzaro 59’                                   | Marcatori |               |                                   |  |

### Coppa UEFA 2005-2006
| Arbitro: | Gomez Costa |

|                              |           |              |
| Corini 6’ Brienza 30’ (rig.) | Marcatori | 76’ Ketsbaia |

| Arbitro: | Halsey |

|  |           |                                           |
|  | Marcatori | 5’ Caracciolo 46’ 68’ Makinwa 53’ Santana |

| Arbitro: | Dan Tudor |

|           |           |                          |
| Golan 45’ | Marcatori | 56’ Brienza 77’ Terlizzi |

| Palermo 3 novembre 2005, ore 21:00 Fase a gironi - 2ª giornata | Palermo  | 0 – 0 referto | Lokomotiv Mosca | Stadio Renzo Barbera\| Arbitro: \| Garibian \| |
| Arbitro:                                                       | Garibian |               |                 |                                                |

| Arbitro: | Messner |

|                    |           |              |
| Moisés Hurtado 91’ | Marcatori | 44’ González |

| Arbitro: | Dougal |

|                             |           |  |
| Makinwa 26’ Rinaudo 45’ 89’ | Marcatori |  |

| Arbitro: | Genov |

|                                 |           |            |
| Jarolím 29’ Barzagli 48’ (aut.) | Marcatori | 40’ Conteh |

| Arbitro: | Allaerts |

|            |           |  |
| Godeas 51’ | Marcatori |  |

| Arbitro: | Braamhaar |

|             |           |  |
| Brienza 15’ | Marcatori |  |

| Arbitro: | Poll |

|                                          |           |  |
| K'obiashvili 44’ Larsen 72’ Azaouagh 80’ | Marcatori |  |

### Coppa UEFA 2006-2007
| Arbitro: | Johannesson |

|  |           |                |
|  | Marcatori | 45’ Caracciolo |

| Arbitro: | Kasnaferis |

|                                                        |           |  |
| Fábio Simplício 35’ Fábio Simplício 62’ Di Michele 68’ | Marcatori |  |

| Arbitro: | Yefet |

|                 |           |                          |
| Streit 46’ (pt) | Marcatori | 49’ Brienza 87’ Zaccardo |

| Arbitro: | Jara |

|  |           |           |
|  | Marcatori | 37’ Luque |

| Arbitro: | Batista |

|                                        |           |  |
| Appiah 19’ Diego Lugano 60’ Tuncay 80’ | Marcatori |  |

| Arbitro: | Thomson |

|             |           |                     |
| Tedesco 25’ | Marcatori | 58’ Fernando Baiano |

### Coppa UEFA 2007-2008
| Arbitro: | Kinhfer |

|  |           |              |
|  | Marcatori | 91’ Janković |

| Arbitro: | Iturralde Gonzalez |

|                                  |                      |                                         |
|                                  | Marcatori            | 94’ Sedlacek                            |
| Cavani Barzagli Caserta Janković | Tiri di rigore 2 – 4 | Holub Matejovsky Rolko Rajnoch Sedlacek |

### UEFA Europa League 2010-2011
| Arbitro: | McDonald |

|                                                |           |  |
| Maccarone 37’ (rig.) Hernández 39’ Pastore 77’ | Marcatori |  |

| Arbitro: | Sukhina |

|                                       |           |                   |
| Tavares 14’ Iličič 58’ Anđelković 89’ | Marcatori | 62’ 68’ Hernández |

| Arbitro: | Kakos |

|                                    |           |                             |
| Bony 17’ Kladrubský 68’ Kadlec 75’ | Marcatori | 38’ Maccarone 83’ Hernández |

| Arbitro: | Kaasik |

|                |           |  |
| Migliaccio 79’ | Marcatori |  |

| Arbitro: | Schörgenhofer |

|  |           |                           |
|  | Marcatori | 34’ 59’ Doumbia 82’ Necid |

| Arbitro: | de Sousa |

|                         |           |               |
| Honda 47’ Necid 50’ 53’ | Marcatori | 10’ Maccarone |

| Arbitro: | Strahonja |

|                               |           |                                 |
| Rigoni 23’ Pinilla 60’ (rig.) | Marcatori | 51’ (rig.) Kladrubský 62’ Kucka |

| Arbitro: | Genov |

|  |           |           |
|  | Marcatori | 84’ Muñoz |

### UEFA Europa League 2011-2012
| Arbitro: | Mažić |

|                        |           |                        |
| Iličič 13’ Miccoli 92’ | Marcatori | 7’ Lüthi 55’ Schneider |

| Arbitro: | Liany |

|             |           |              |
| Lezcano 65’ | Marcatori | 49’ González |

## Statistiche
| Competizione             | PAR | G  | V  | N | P  | GF | GS |
| ------------------------ | --- | -- | -- | - | -- | -- | -- |
| Coppa delle Alpi         | 1   | 2  | 1  | 1 | 0  | 4  | 2  |
| Coppa Mitropa            | 2   | 4  | 2  | 0 | 2  | 4  | 5  |
| Coppa UEFA/Europa League | 5   | 28 | 13 | 6 | 9  | 38 | 32 |
| Totale                   | 8   | 34 | 16 | 7 | 11 | 46 | 39 |

## Record

### Record di squadra
- Vittoria con più gol di scarto

Anorthōsis-Palermo 0-4 (Coppa UEFA 2005-2006)
- Vittoria con più gol di scarto in trasferta

Anorthōsis-Palermo 0-4 (Coppa UEFA 2005-2006)
- Sconfitta con più gol di scarto

Internacionál Slovnaft Bratislava-Palermo 3-0 (Coppa Mitropa 1968-1969)

Schalke 04-Palermo 3-0 (Coppa UEFA 2005-2006)

Fenerbahçe-Palermo 3-0 (Coppa UEFA 2006-2007)

Palermo-CSKA Mosca 0-3 (Europa League 2010-2011)
- Sconfitta con più gol di scarto in casa

### Record individuali
- Più presenze – 15, Franco Brienza, Andrea Barzagli e Mattia Cassani
- Più reti – 4, Franco Brienza e Abel Hernández
- A segno contro il maggior numero di avversari – 4, Franco Brienza
- Record di Doppiette – 1, Stephen Makinwa, Leandro Rinaudo, Fábio Simplício e Abel Hernández
- Marcatore più giovane –20 anni e 11 giorni, Abel Hernández (vs Maribor il 19 agosto 2010)
- Marcatore più anziano –35 anni, 1 mese e 16 giorni, Eugenio Corini (vs Anorthosis Famagosta il 15 settembre 2005)
- Giocatore più giovane in campo -16 anni, 6 mesi e 29 giorni, Gabriele Zerbo (vs Losanna il 15 dicembre 2010)
- Giocatore più anziano in campo -39 anni, 9 mesi e 10 giorni, Alberto Fontana (vs Newcastle Utd il 2 novembre 2006)

I giocatori in grassetto sono ancora in attività nel Palermo.
| Record di presenze 1. Franco Brienza - 15 2. Andrea Barzagli - 15 3. Mattia Cassani - 15 4. Andrea Caracciolo - 12 5. Cristian Zaccardo - 10 6. Giulio Migliaccio - 10 7. Mario Alberto Santana - 9 8. Mariano González - 9 9. Giovanni Tedesco - 9 10. Federico Balzaretti - 9 11. Cesare Bovo - 9 | Record di gol Franco Brienza - 4 gol Abel Hernández - 4 gol Stephen Makinwa - 3 gol Massimo Maccarone - 3 gol Ricciotti Greatti - 2 gol Ulderico Sacchella - 2 gol Andrea Caracciolo - 2 gol Leandro Rinaudo - 2 gol Fábio Simplício - 2 gol 22 giocatori - 1 gol |

## Partite disputate per nazione
| Nazione        | G  | V  | N | P  | GF | GS | Avversario                               |
| -------------- | -- | -- | - | -- | -- | -- | ---------------------------------------- |
| Cecoslovacchia | 2  | 1  | 0 | 1  | 1  | 3  | Inter Bratislava                         |
| Cipro          | 2  | 2  | 0 | 0  | 6  | 1  | Anorthōsis                               |
| Danimarca      | 1  | 1  | 0 | 0  | 3  | 0  | Brøndby                                  |
| Germania       | 3  | 2  | 0 | 1  | 3  | 4  | Schalke 04 Eintracht Francoforte         |
| Inghilterra    | 3  | 2  | 0 | 1  | 4  | 1  | West Ham Utd Newcastle Utd               |
| Israele        | 1  | 1  | 0 | 0  | 2  | 1  | Maccabi Petah Tiqwa                      |
| Rep. Ceca      | 6  | 2  | 1 | 3  | 7  | 8  | Slavia Praga Mladá Boleslav Sparta Praga |
| Russia         | 3  | 0  | 1 | 2  | 1  | 6  | Lokomotiv Mosca CSKA Mosca               |
| Slovenia       | 2  | 1  | 0 | 1  | 5  | 3  | Maribor                                  |
| Spagna         | 2  | 0  | 2 | 0  | 2  | 2  | Espanyol Celta Vigo                      |
| Svizzera       | 6  | 3  | 3 | 0  | 9  | 5  | Zurigo Losanna Thun                      |
| Turchia        | 1  | 0  | 0 | 1  | 0  | 3  | Fenerbahçe                               |
| Ungheria       | 2  | 1  | 0 | 1  | 3  | 2  | Diósgyőr                                 |
| Totale         | 34 | 16 | 7 | 11 | 46 | 39 | 21 squadre diverse                       |

Legenda:
- G = partite giocate
- V = vittorie
- N = pareggi
- P = sconfitte
- GF = gol fatti
- GS = gol subiti